# Alianza por la Niñez Colombiana
La Alianza por la Niñez Colombiana es un conglomerado de instituciones colombianas y radicadas en Colombia que trabajan por la defensa de los derechos humanos de los niños, niñas y adolescentes en ese país latinoamericano. Dicha organización nace como una respuesta a la problemática de la niñez colombiana y ha jugado un papel significativo en el desarrollo de las políticas nacionales en lo referente a los Derechos del niño.dicha organización nace en el marco de la convención Nacional de la salud

## Situación de la niñez en Colombia
La situación de la niñez en Colombia ha estado en las últimas décadas en la preocupación de organismos de derechos humanos nacionales e internacionales. Las principales causas que ponen en riesgo la integridad física, moral y social del menor de edad colombiano tienen que ver con un adulto porcentaje de familias de bajos recursos, violencia intrafamiliar, abuso sexual, falta de oportunidades, menores involucrados en el largo conflicto armado de Colombia, menores trabajadores y otros. La situación colombiana no es exclusiva de este país y es tan solo un reflejo de la situación extensiva hacia los demás países latinoamericanos.
- Emigración forzada: Según los estudios del Centro de Investigación para el Desarrollo de la Universidad Nacional (año 2004), aproximadamente 5 millones de colombianos han tenido que emigrar hacia otras regiones de Colombia y entre ellos, el 26.6 % son niños¹. De la misma manera, y siguiendo dicho estudio, el Departamento Administrativo de Seguridad de Colombia, DAS, 1.5 millones de colombianos salieron del país entre 1996 y 2002 de los cuales el 34.3% eran menores de edad².

- Derecho a la vida: En cuanto a la esperanza de vida, fenómenos sociopolíticos como el conflicto armado, enfermedades, violencia y otros hacen que en promedio 50 mil niños pierdan la vida cada año en el país³. Las principales víctimas de la violencia son varones menores de edad, más fácilmente involucrados en actos de violencia urbana o reclutados por grupos armados (Niños-soldado). Un fenómeno que es en general novedoso en Latinoamérica es el aumento en la tasa de suicidios. Los investigadores reportan que según los informes de la Policía Nacional de Colombia, en 2003 se quitaron la vida 824 personas, de los cuales 65 eran menores de edad.

- Abuso infantil: Más difícil es determinar estadísticas acerca del abuso infantil, porque se sabe que la mayoría de las víctimas de violencia sexual no son reportados.

- Niños de la calle: El problema del menor de la calle es también serio. Los niños de la calle en Colombia (o “gamines” como se les conoce popularmente), están siempre en el rango 5 a 14 años de edad.

- Prostitución infantil: La prostitución infantil, que azota a los países en desarrollo, está presente en Colombia, pero también la estadística es irregular.

## Logros en materia legislativa
Como en el caso de los derechos humanos en general, la voluntad de la defensa de los Derechos del niño nace siempre de una voluntad política. Sin ella, el trabajo de organizaciones oficiales y no gubernamentales es en general infructuoso. Si bien la legislación de un país no es la total garantía para el desarrollo de una situación problemática, sí es un punto de apoyo que sirve de plataforma para toda acción en beneficio de la población en riesgo, en este caso los menores de edad. Esta red de organizaciones ha contribuido en este caso a una preocupación más eficiente en materia de garantías legislativas de los derechos del niño. El principal logro fue la aprobación por parte del Senado de la República de la “Ley de Infancia y Adolescencia” (30 de agosto de 2006). La Ley garantiza lo siguiente en materia de derechos del niño y del adolescente en   Colombia: 
- Los niños tienen garantizado el derecho a la salud, la educación y la protección contra cualquier tipo de violencia.
- Niños infractores mayores de 14 años pueden ser procesados, pero deberán ser reclutados en centros especiales y no puestos en sitios para adultos.
- Los medios de comunicación publicarán fotos y nombres de personas condenadas por cometer delitos de abuso a menores de edad.
- Un control rígido a los centros de adopción de niños colombianos para el extranjero. Ninguna institución de adopción puede recibir “donaciones” por adopciones que automáticamente se convierten en “pago”.
- Los asuntos sobre menores de edad deberán ser prioritarios para los municipios y gobernaciones colombianos y en cada municipio deberá existir el “Defensor de Familia”.
- Ningún menor infractor deberá ser interrogado por un juez sin la presencia del Defensor de Familia.
- Se acaba el beneficio de casa por cárcel o rebaja de penas para adultos acusados de abuso de menores. Los acusados de dichos delitos deberán ser expuestos al escarnio público.
- La edad mínima para trabajar es de 12 años, pero debe tener un permiso de los padres de familia.
- La educación en Colombia es gratuita hasta el grado noveno.

## Organizaciones
Esta red comprende las siguientes organizaciones:
- Aldeas Infantiles SOS Colombia.
- Fundación Antonio Restrepo Barco.
- CINDE.
- Observatorio de Infancia de la Universidad Nacional.
- International Organization for Migration.
- Plan.
- Red Antioqueña de Niñez.
- Red Viva de Colombia.
- Save the Children.
- UNFPA.
- Fondo para la Acción Ambiental y la Niñez - Fondo Acción
- Kid Save
- Visión Mundial (World Vision)
- Corporación Somos Más